# Branchiobdella pentadonta
Branchiobdella pentadonta är en ringmaskart. Branchiobdella pentadonta ingår i släktet Branchiobdella och familjen kräftmaskar. Inga underarter finns listade i Catalogue of Life.